# Parafia Miłosierdzia Bożego w Rzepienniku Strzyżewskim
Parafia Miłosierdzia Bożego w Rzepienniku Strzyżewskim – parafia rzymskokatolicka znajdująca się w diecezji tarnowskiej, w dekanacie ciężkowickim.
W skład terytorium parafii wchodzi część miejscowości Rzepiennik Strzyżewski i Rzepiennik Marciszewski. 
Od 2016 proboszczem jest ks. mgr Stanisław Kołodziej.

## Historia
Kościół w Rzepienniku Strzyżewskim zbudowano w 1947, w większości z fundacji księży Jana, Stanisława i Władysława Bochenków oraz ich rodziny. Parafia została erygowana 29 września 1972. Zespół kościelno-plebański parafii pw. Miłosierdzia Bożego w Rzepienniku Strzyżewskim został wpisany do rejestru zabytków 12 maja 1993 (nr. rej A-354). 
 Więcej o kościele

## Muzeum parafialne
Przy kościele od 1992 roku istnieje Muzeum parafialne, które działa jako oddział Muzeum Diecezjalnego w Tarnowie (od 1995). Zbiory muzealne stanowią dzieła z okresu XVIII–XX wieku. Wśród eksponatów znajdują się m.in. „Zakonnik” F. Meinerta, „Scena biblijna" Władysława Majeranowskiego, portrety autorstwa J. Wojnarowskiego (M. Reja, J. Kochanowskiego, S. Batorego, S. Żółkiewskiego, J. Chodkiewicza, K. Pułaskiego) oraz obrazy Jacka  Malczewskiego i Vlastimila Hoffmana. Kolekcje muzealne obejmują także świątkarstwo, unikalne szaty liturgiczne, paramenty kościelne, oryginalne wyroby rzemieślnicze – meble z poroży i korzeni, figurę Madonny z ok. 1540, pamiątki z Palestyny i Egiptu, zbiory etnograficzne oraz zbiory biblioteczne księży Bochenków.